# Nury González
Nury Monserrat González Andreu (Santiago de Chile, 1960) es una artista visual chilena cercana al minimalismo y al arte conceptual. Su trabajo mezcla elementos de la gráfica y la pintura que «se une al planteamiento teórico de otros artistas como Pablo Langlois que cuestionan el sistema tradicional de las artes plásticas desde los inicios de la década del noventa». Es directora del Museo de Arte Popular Americano.
Fue alumna de Gonzalo Díaz Cuevas y de Eugenio Dittborn, con quienes recibió formación en pintura y dibujo; además, estudió artes plásticas en la Universidad de Chile.
El año 2013 recibió el Premio Altazor de las Artes Nacionales en la categoría Grabado y dibujo por Sueño de una Noche de Verano, tras haber recibido una nominación en la misma categoría el año 2010 por Sueño velado en la muestra colectiva El terremoto de Chile.
Ha participado en varias exposiciones individuales y colectivas durante su carrera, entre ellas la Primera Muestra de Pintura del Museo de Arte Moderno Chiloé (1989), la IV Bienal Internacional de La Habana (1991), la II Bienal Premio Gunther del Museo Nacional de Bellas Artes de Chile (1993), IX Bienal Internacional de Arte de Valparaíso (1994), la muestra Fragmentos de Obra para Acumular del Museo Casa Colorada (1999), 1.ª Biernal del Mercosur, Porto Alegre, Brasil, 29.ª Bienal de Pontevedra, España ( 2006), Biena de Valencia, España (2007), 11.ª Bienal de La Habana, Cuba (2012). Las exposiciones Cruz & Grama y Cuaderno de Apuntes del Museo del Barro en Asunción (2002 y 2006 respectivamente), Arte Contemporáneo de Mujeres en Chile del Centro Cultural Palacio de La Moneda (2006), Del Otro Lado Centro Cultural Palacio de La Moneda (2006) y Fantasmatic del Museo de Artes Visuales de Santiago (2006), Sueño Velado en Trienal de Chile, Museo Arte Comtemporaneo, 2009, Sueño de una Noche de Verano, Galería Departamento21, Santiago 2012 entre otras muestras en Chile, América Latina, Estados Unidos y Europa.
Desde el 23 de agosto de 2023 su archivo digital está disponible para ser visitado, en él se puede conocer de manera detallada cada una de sus obras y exposiciones en las que ha participado.